# Abbès Saïdi
Abbès Saïdi (arabe : عباس السعايدي), né le 9 février 1983, est un athlète handisport tunisien, actif principalement dans la catégorie T38.

## Palmarès
Il participe aux Jeux paralympiques d'été de 2004, où il remporte une médaille d'or au relais 4 x 400 m T35-38 et une médaille d'argent au 800 m T38.
Il participe également aux Jeux paralympiques d'été de 2008, où il remporte une médaille d'argent au 400 m T38 et une médaille de bronze au relais 4 x 100 m T35-38 ; il finit toutefois treizième au 200 m T38.
Aux championnats du monde d'athlétisme handisport 2013 à Lyon, il remporte une médaille d'argent au 1 500 m T38 et finit septième au 400 m T38. Lors des championnats du monde 2015 à Doha, il remporte une médaille d'or au 1 500 m T38 et une médaille d'argent au 800 m T38.
Lors des Jeux paralympiques d'été de 2016 à Rio de Janeiro, il remporte une médaille d'or au 1 500 m T38. À l'occasion des championnats du monde 2017 à Londres, il remporte une médaille de bronze au 800 m T38.